# Вячеслав Котьоночкин
Вячеслав Михайлович Котьоночкин (на руски: Вячеслав Михайлович Котёночкин) е руски режисьор и аниматор. Сред анимационните филми, създадени от него, са „Баня“, „Лягушка-путешественница“, „Странная птица“, „Ну, погоди!“, „Старая пластинка“.
Роден през 1927 г. в Москва, от 1947 г. Котьоночкин работи в съветското студио за анимационни филми Союзмультфильм и участва в създаването на повече от 80 филма. Широка популярност придобива с филма „Ну, погоди!“, чийто първи епизод излиза през 1969 г.
През 1999 г. Вячеслав Котьоночкин издава книга със спомени, озаглавена „Ну, Котёночкин, погоди!“. Той умира през 2000 г. в Москва.

## Филмография като режисьор
- „Путешествие в апрель“ (1962)
- „Мы такие мастера“ (1963)
- „Следы на асфальте“ (1964)
- „Лягушка-путешественница“ (1965)
- „Межа“ (1967)
- „Пророки и уроки“ (1967)
- „Ну, погоди! (Выпуск 1)“ (1969)
- „Фальшивая нота“ (1969)
- „Ну, погоди! (Выпуск 2)“ (1970)
- „Ну, погоди! (Выпуск 3)“ (1971)
- „Ну, погоди! (Выпуск 4)“ (1971)
- „Ну, погоди! (Выпуск 5)“ (1972)
- „Песня о юном барабанщике“ (1972)
- „Ну, погоди! (Выпуск 6)“ (1973)
- „Ну, погоди! (Выпуск 7)“ (1973)
- „Ну, погоди! (Выпуск 8)“ (1974)
- „На лесной тропе“ (1975)
- „Ну, погоди! (Выпуск 9)“ (1976)
- „Ну, погоди! (Выпуск 10)“ (1976)
- „Ну, погоди! (Выпуск 11)“ (1977)
- „Ну, погоди! (Выпуск 12)“ (1978)
- „Кто получит приз“ (1979)
- „Ну, погоди! (Выпуск 13)“ (1980)
- „Он попался!“ (1981)
- „Старая пластинка“ (1982)
- „Попался, который кусался“ (1983)
- „Ну, погоди! (Выпуск 14)“ (1984)
- „Ну, погоди! (Выпуск 15)“ (1985)
- „Ну, погоди! (Выпуск 16)“ (1986)
- „Котёнок с улицы лизюкова“ (1988)
- „Ну, погоди! (Выпуск 17)“ (1993)
- „Ну, погоди! (Выпуск 18)“ (1993)